# Dia da República

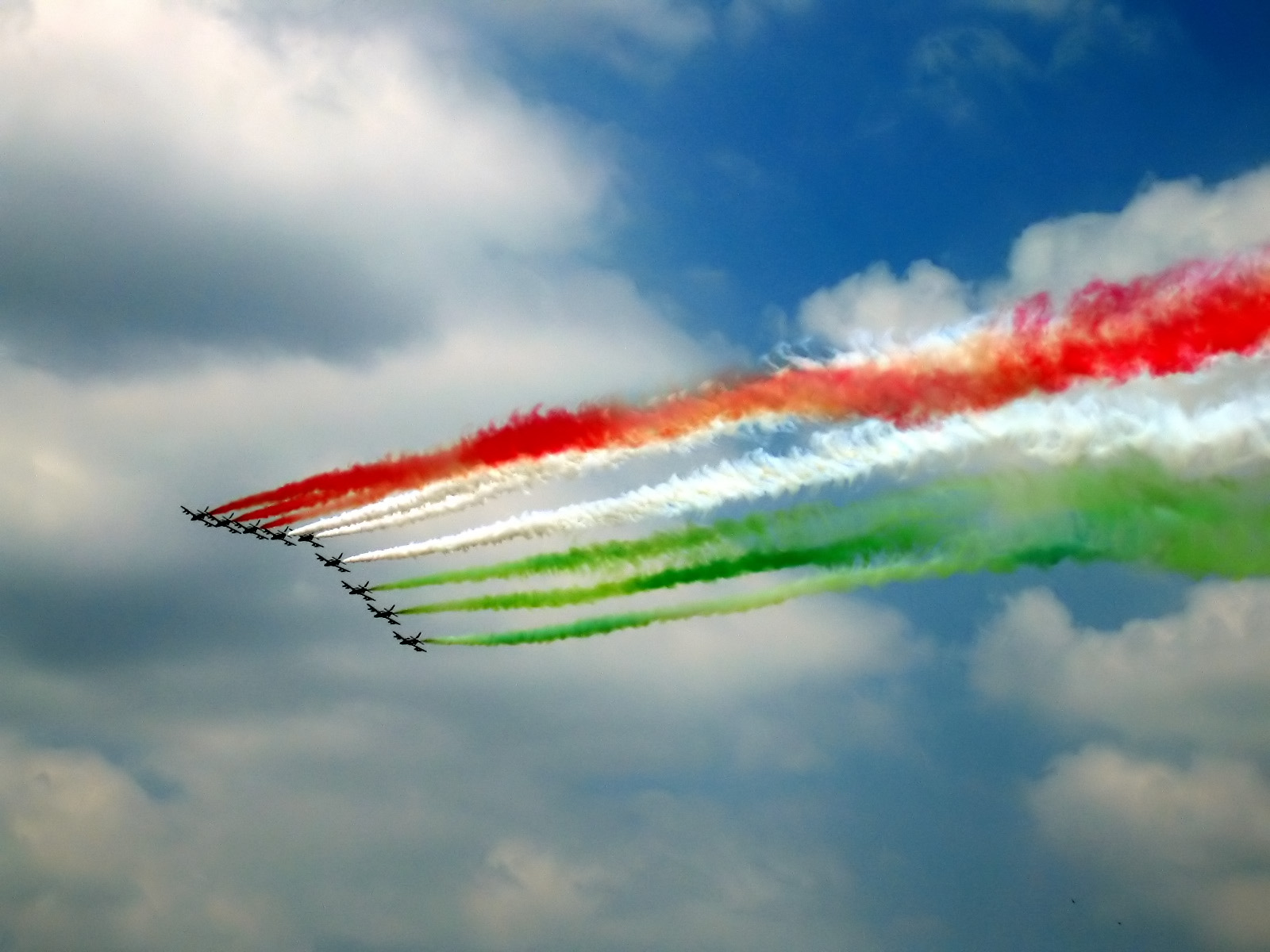
Comemoração do Dia da República na Itália em 2005.

Dia da República é uma data histórica que comemora a instituição do sistema republicano de governo em um determinado país ou região. Em alguns países, é conhecido como Dia Nacional ou Dia da Proclamação, ou por algum outro nome.

## Dia da comemoração da implementação daRepúblicapor país

### Brasil
- 15 de Novembro[2][3]

### França
- 14 de Julho[4]

### Portugal
- 5 de Outubro[5]

### Itália
- 2 de junho[6]